# Montreuil-le-Henri
Montreuil-le-Henri é uma comuna francesa na região administrativa do País do Loire, no departamento de Sarthe. Estende-se por uma área de 14.39 km². Em 2010 a comuna tinha 311 habitantes (densidade: 21,6 hab./km²).